# Casa Mozzoni
Casa Mozzoni è un edificio storico di Rescaldina risalente al XVIII secolo. Nel complesso residenziale è presente la torre del Lupo, sulla quale è visibile lo stemma visconteo.

## Storia
La Casa Mozzoni è un edificio storico di Rescaldina, situato all'angolo di Via Roma e via Mozzoni. L'edificio è un esempio di architettura residenziale e attualmente è utilizzato come abitazione privata. Il complesso, risalente al XVIII secolo, ha mantenuto il suo uso residenziale nel corso degli anni.
Casa Mozzoni prende il nome dalla famiglia Mozzoni, una famiglia nobile che possedeva la proprietà e le terre circostanti a Rescaldina. Uno dei membri contemporanei più noti della famiglia è stata Anna Maria Mozzoni, nata a Milano nel 1837, che trascorse l'infanzia a Rescaldina. Pioniera del movimento per i diritti delle donne in Italia, ha vissuto nell'edificio a lungo prima di trasferirsi a Roma dove morì nel 1920. Nei dintorni della sua abitazione le è stato intitolato il giardino pubblico di via Bossi.

## Descrizione
Edificio a tre livelli, presenta un passaggio ad arco al piano terra che collega la Via Roma a Via Mozzoni. La facciata è di color pesca e presenta finestre incorniciate tradizionali e ad arco, tipiche dello stile gotico, accompagnate da bianche persiane ai piani superiori, tipiche delle costruzioni lombarde. Attorno sono presenti altri edifici residenziali adiacenti che generano un effetto visivo di strada stretta.

## Torre del Lupo

Nel cortile interno è presente una torre, divenuta nota comunemente come la Torre del Lupo, la quale nel tempo è stata inglobata da altri fabbricati successivi, ma che ancora conserva sulla facciata lo stemma visconteo, simbolo della presenza a Rescaldina di una delle più importanti famiglie storiche nel milanese.
Il nome deriva dall'associazione della torre alla leggenda raccontata dallo scrittore milanese Tommaso Grossi (1790-1853) nel romanzo Marco Visconti: durante le contese tra Sforza e Visconti il nobile Lupo da Limonta venne imprigionato nella torre di Rescaldina, e la fuga fu possibile grazie ad uno stratagemma: il giullare Tremacoldo chiese di partecipare alla giostra-torneo alla quale si presentò però, camuffato, Lupo da Limonta che, balzato in sella al cavallo, invece di dirigersi lancia in resta contro la sagoma del saraceno si diede alla fuga. La torre è anche rappresentata nello stemma dell'omonima contrada, rappresentata da colori blu e rosso.